# Ussuriisk
Ussuriisk (del ruso: Уссурийск) es una ciudad en Rusia, centro administrativo del distrito Ussuriiski del krai de Primorie. Ussuriisk es la tercera ciudad más grande del krai de Primorie.

## Orígenes
Entre los siglos III y VII las tierras pertenecieron a la dinastía china Wu Zhou. A partir del año 668 llegaron al territorio refugiados del reino de Goguryeo, que fuera destruido por la alianza entre el reino coreano de Silla y la dinastía Tang de China. Muchos de estos refugiados pertenecían a diferentes pueblos tunguses. Liderados por Dae Joyeong, se impusieron en combate a las tropas de Wu Zhou y fundaron Balhae. Dae Joyeong se esforzó al máximo por mantener la paz diplomática: además de convertirse en vasallo de la dinastía Tang y lograr la paz, también se esforzó por mantener relaciones amistosas con los tunguses, los coreanos de Silla y Japón. 
Al estar ubicada entre países poderosos, Balhae se convirtió en un estado tapón que mantenía el delicado equilibrio de poder entre la dinastía Tang, Corea y las tribus nómadas del norte. Gracias a la política de buena vecindad de Dae Jo-yeong, Balhae pudo mantener su independencia a principios de la dinastía Tang, y fundó en la ubicación actual de Ussuriisk el pueblo de Yanzhou. En el 926, el imperio tangut conquistó Balhae y estableció el reino autónomo de Dongdan, gobernado por el príncipe heredero de Liao Yelü Bei. Su debilidad tras sucesivos saqueos de los nómades kitán llevó a Yanzhou a declararse vasallo de la dinastía Jin, quedando bajo el dominio de la prefectura de Liaodong. En 1112 se construyó la fortaleza de Shubin en la ladera de las montañas. 

## Dominio mongol
Con el inicio de la campaña militar de Gengis Kan en el 1209, la dinastía Jin se vio traicionada por el comandante militar de Liaodong, Yelü Liuge, que se pasó al bando de los mongoles. La dinastía Jin nombró como nuevo comandante a Puxian Wannu, quien en 1224 amplió Shubin a 180 hectáreas, la nombró Kaiyuan y la convirtió en su capital. La región cayó en la inestabilidad y Shubin debió resistir numerosos asedios mongoles. 
Tras la muerte de Gengis en 1227, Ogodei envió a su hijo Guyuk a conquistar definitivamente los territorios de Liaodong. Los ejércitos de Guyuk y Yelü Liuge capturaron Shubin y Kaiyuan en 1233 y las redujeron a ruinas: Puxian fue capturado y ejecutado.  Guyuk esclavizó y reubicó a la población restante en el valle del río Liaohe en 1246. Sin embargo, Mongolia siguió nombrando a los descendientes de Puxian como funcionarios locales, a partir de que la viuda de Puxian, Li Xian'e, contrajo nupcias con Ketge, el lugarteniente de Yelü Liuge. 
Tras el definitivo triunfo militar de Mongolia sobre la dinastía Jin en el año 1271, se estableció la dinastía Yuan con capital en Dadu (en mongol Kanbalic), en tierras de la actual Pekín. El primer emperador fue Kublai Kan, nieto de Gengis. La dinastía Yuan se expandió por el sur de China, derrotando a la dinastía Song en 1279, y gobernó la región hasta su derrota militar a manos de la dinastía Ming. 

## Dominio chino
Tras la caída de Dadu en 1368, la corte Yuan se retiró a la meseta de Mongolia, y las tierras de Ussuriisk fueron ocupadas por diversas tribus nómadas mongolas. Después de que el líder mongol Yesudiel matara al último emperador de la dinastía Yuan y usurpara el trono en 1388, Mongolia comenzó a dividirse gradualmente, y las tribus presentes en la región se sometieron temporalmente a la dinastía Ming. 
Durante los 277 años de la dinastía Ming, el territorio y sus ruinas estuvo bajo la jurisdicción de Ningguta, Jilin, fundándose cerca de las ruinas de Kaiyuan la ciudad de Furdan, situada sobre el este. Posteriormente se construyó Zhurgen en la margen oeste. La dinastía Ming fue reemplazada en 1644 por la dinastía Qing, de origen manchú, y el territorio permaneció bajo dominio chino. Las dos ciudades, luego de crecer hasta juntarse en una, se unificaron bajo el nombre de Shuangchengzi. 

## Dominio ruso
La derrota de la China unificada en la segunda guerra del Opio marcó el fin del dominio chino sobre la región. 
El Tratado de Pekín de 1860 cedió a Rusia permanentemente las tierras al norte del río Heilongjiang y al este del río Ussuri, y Shuangchengzi pasó a ser territorio ruso. En agosto de 1866, trece familias de Astracán y Vorónezh se establecieron en el lugar. 
Rusia nombró a la ciudad "Nikolsky " (Никольское) en honor a San Nicolás de Rusia . En 1898 pasó a llamarse " Nikolsk-Usurysky " (Никольск-Уссурийский). En 1935, fue nombrado " Voroshilov " (Ворошилов) en honor al mariscal soviético Kliment Yefremovich Voroshilov. En 1956, el XX Congreso del Partido Comunista de la Unión Soviética, bajo la conducción de Nikita Jrushchov, se opuso al culto a la personalidad y rebautizó a la ciudad Ussuriisk.